# Pyza anatolica
Pyza anatolica is een hooiwagen uit de familie Nemastomatidae.
De originele naamcombinatie (protoniem) was Crosbycus anatolicus Roewer, 1959 (Ceratolasmatidae). Een volgende naamrecombinatie werd gepubliceerd als Pyza anatolica (Roewer, 1959) in Schönhofer 2013.